# Chinese Volleyball League 1999-2000 (maschile)
La Chinese Volleyball League 1999-2000 si è svolta dal 1999 al 2000: al torneo hanno partecipato 12 squadre di club cinesi e la vittoria finale è andata per la prima volta allo Shanghai.

## Squadre partecipanti
| - Bayi - Beijing - Chengdu - Henan - Hubei - Guangdong | - Jiangsu - Liaoning - Shandong - Shanghai - Sichuan - Zhejiang |

## Premi individuali[1]
| Premio                | Giocatrice  | Squadra  |
| --------------------- | ----------- | -------- |
| Miglior attaccante    | An Jiajie   | Shandong |
| Miglior muro          | Yuya Wang   | Hubei    |
| Miglior servizio      | Li Chun     | Bayi     |
| Miglior ricevitore    | Xie Guochen | Henan    |
| Miglior difesa        | Wang Ye     | Shanghai |
| Miglior palleggiatore | Zhou Jianan | Sichuan  |
| Miglior allenatore    | Chen Fulin  | Shanghai |

## Classifica finale[1]
| Pos | Squadra   | Verdetto                    |
| --- | --------- | --------------------------- |
| 1   | Shanghai  | Alla Coppa AVC per club     |
| 2   | Jiangsu   |                             |
| 3   | Bayi      |                             |
| 4   | Sichuan   |                             |
| 5   | Liaoning  |                             |
| 6   | Zhejiang  |                             |
| 7   | Shandong  |                             |
| 8   | Henan     |                             |
| 9   | Chengdu   |                             |
| 10  | Hubei     |                             |
| 11  | Guangdong |                             |
| 12  | Beijing   | Chinese Volleyball League B |